# Fotografija u boji
Fotografija u boji – fotografija koja koristi medij koji može reproducirati boje. Za razliku od nje, crno-bijela fotografija bilježi samo jedan kanal osvijetljenosti i koristi medij koji može prikazivati samo nijanse sive.
Fotografija u boji je dominantan oblik fotografije od 70-ih godina prošlog stoljeća.

## Vanjske poveznice
- Guide to Film Photography: Color Film Information and Comparisons Chart
- Stephan Lupino: U inspirativnoj sam krizi, ljude ne mogu više šokirati kao prije (interview), Slobodna Dalmacija, 23. 7. 1998. - prilog Tv i spektakli, br. 274., str. 8-9  Arhivirana inačica izvorne stranice od 16. veljače 2021. (Wayback Machine)